# Chiesa di San Giovanni Battista (Rovolon)
La chiesa di San Giovanni Battista è la parrocchiale di Carbonara, frazione di Rovolon, in provincia e diocesi di Padova; fa parte del vicariato dei Colli.

## Storia

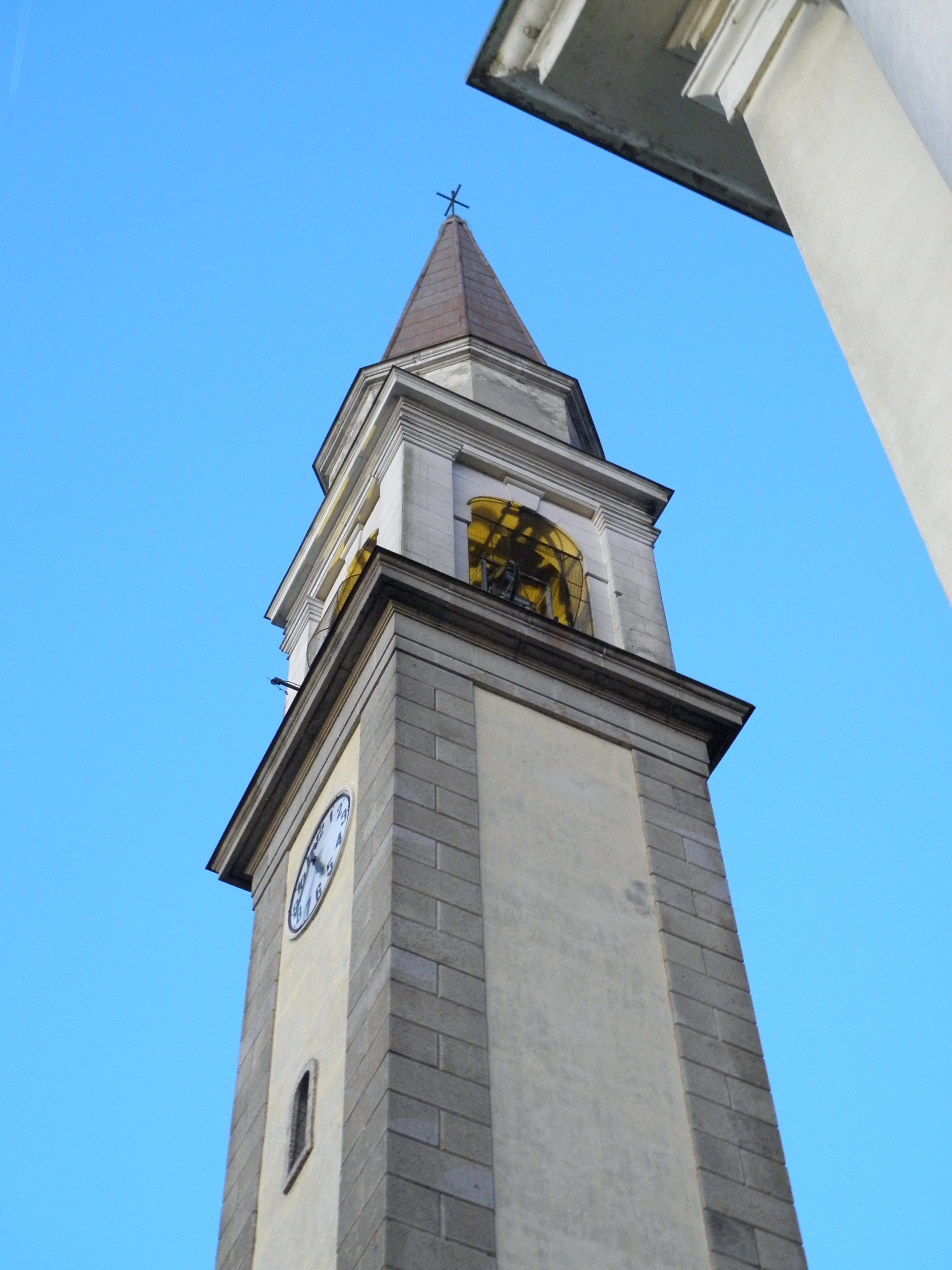
La parte superiore del campanile

La prima citazione di una chiesa a Carbonara risale al 1198. Questa chiesa ricadeva nella giurisdizione dell'abbazia di Praglia. I benedettini gestirono per secoli la cura delle anime di Carbonara, attraverso un monaco eletto annualmente con il consenso del vescovo di Padova. 

La chiesa fu riedificata nel Quattrocento e nel 1770 fu eretta a parrocchiale e, nel 1810, con la soppressione del cenobio, divenne proprietà del Regno d'Italia napoleonico.
L'attuale parrocchiale venne edificata all'inizio del XX secolo e consacrata nel 1931. Il campanile fu edificato nel 1957.

## Interno
All'interno della chiesa sono conservate una statua in gesso di San Giuseppe col Bambino, di anonimo veneto (1922), e due tele raffiguranti la Pentecoste e la Trasfigurazione sul monte Tabor, dipinte dal giuseppino Franco Verri nel 1986.

## Galleria d'immagini

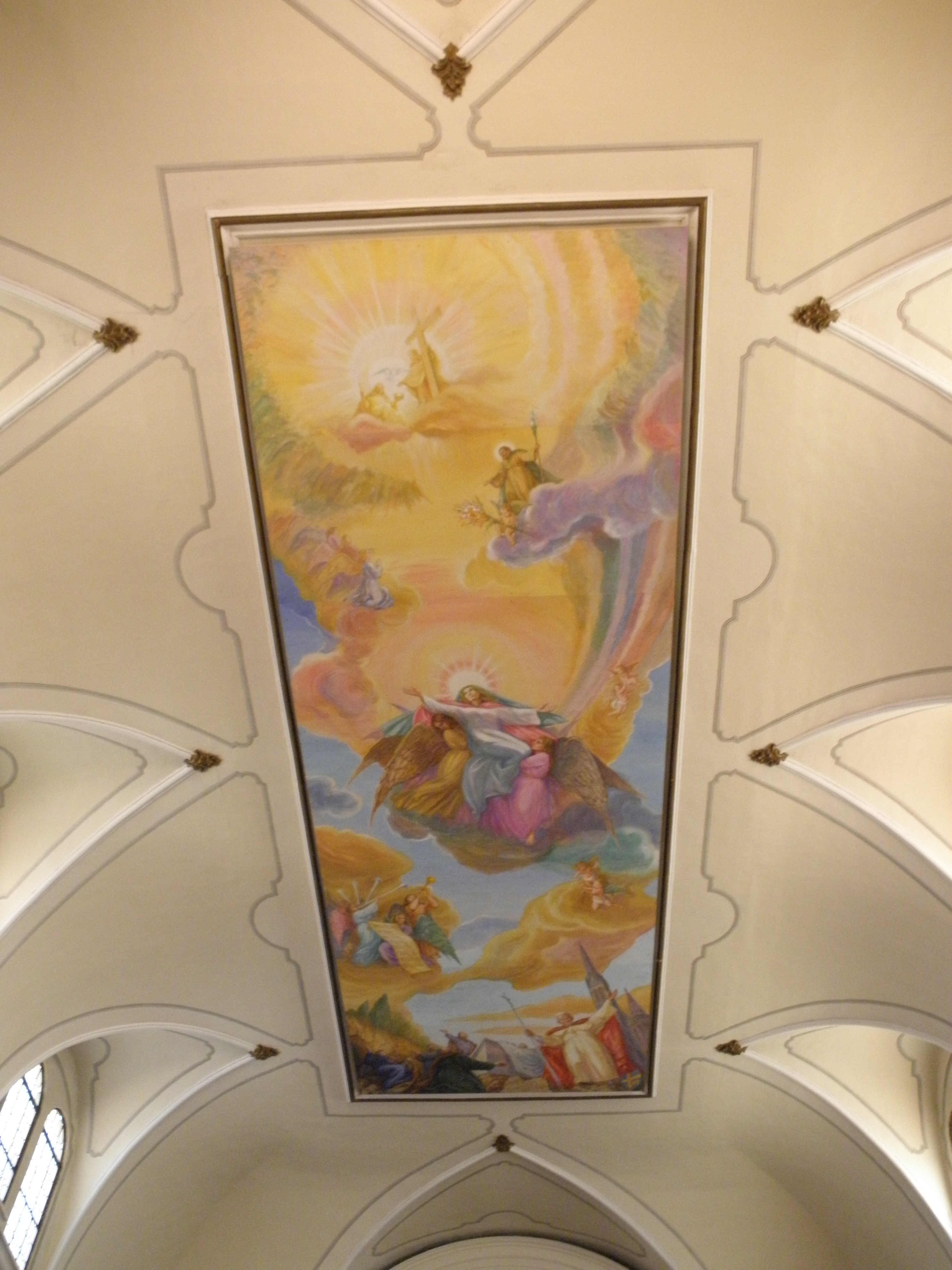
Dipinto sul soffitto
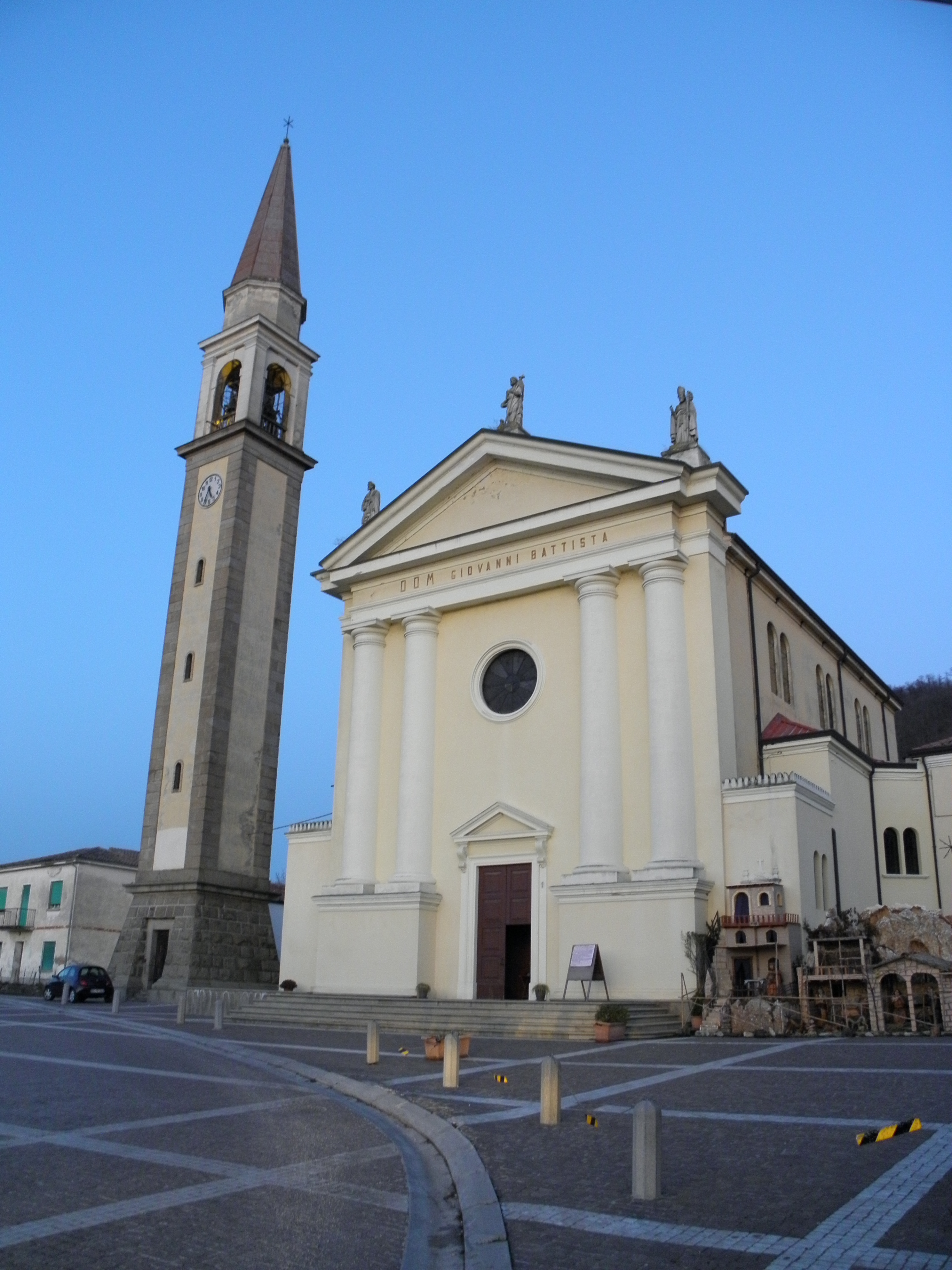
La chiesa con, vicino, il campanile
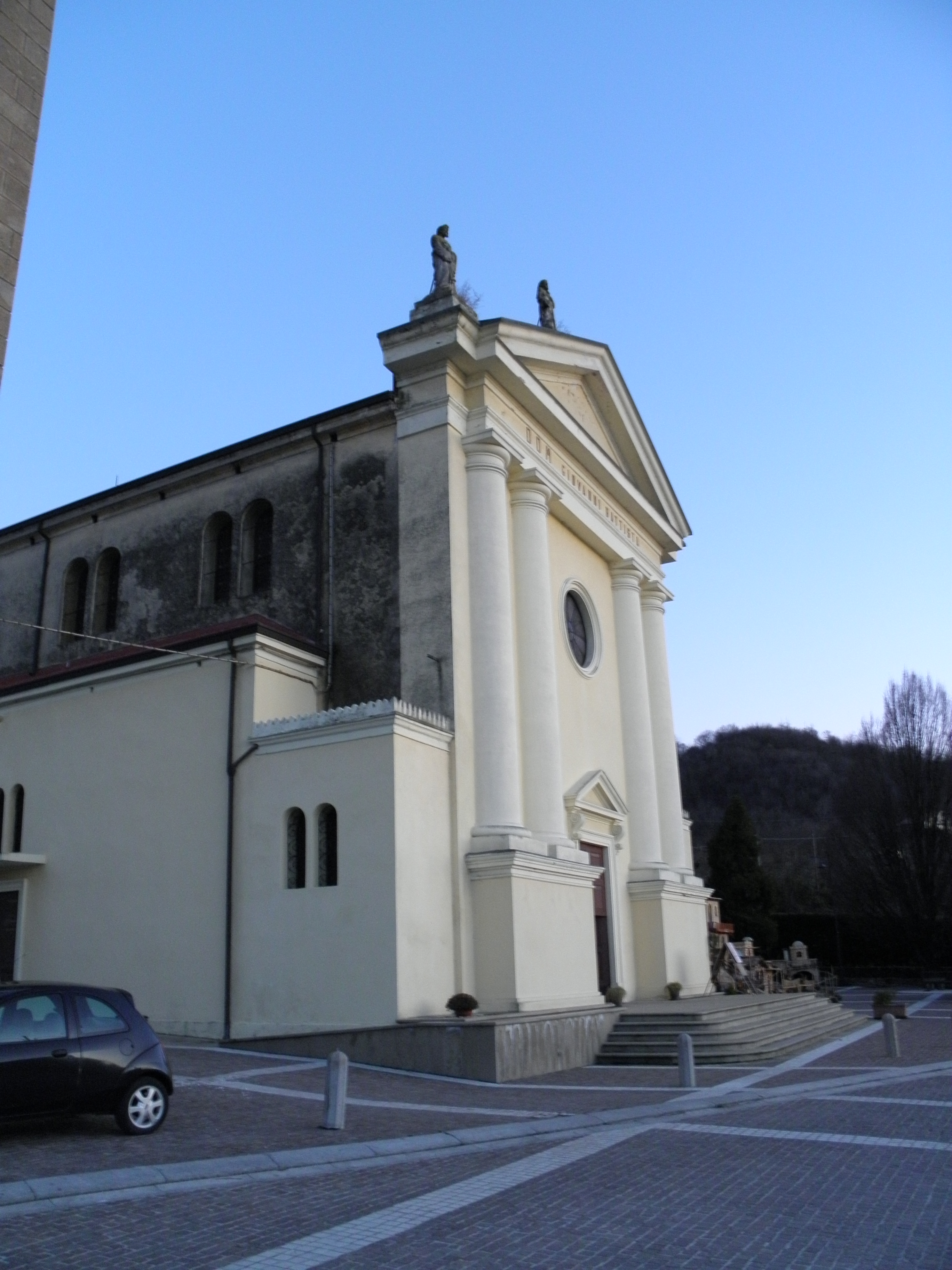
La chiesa
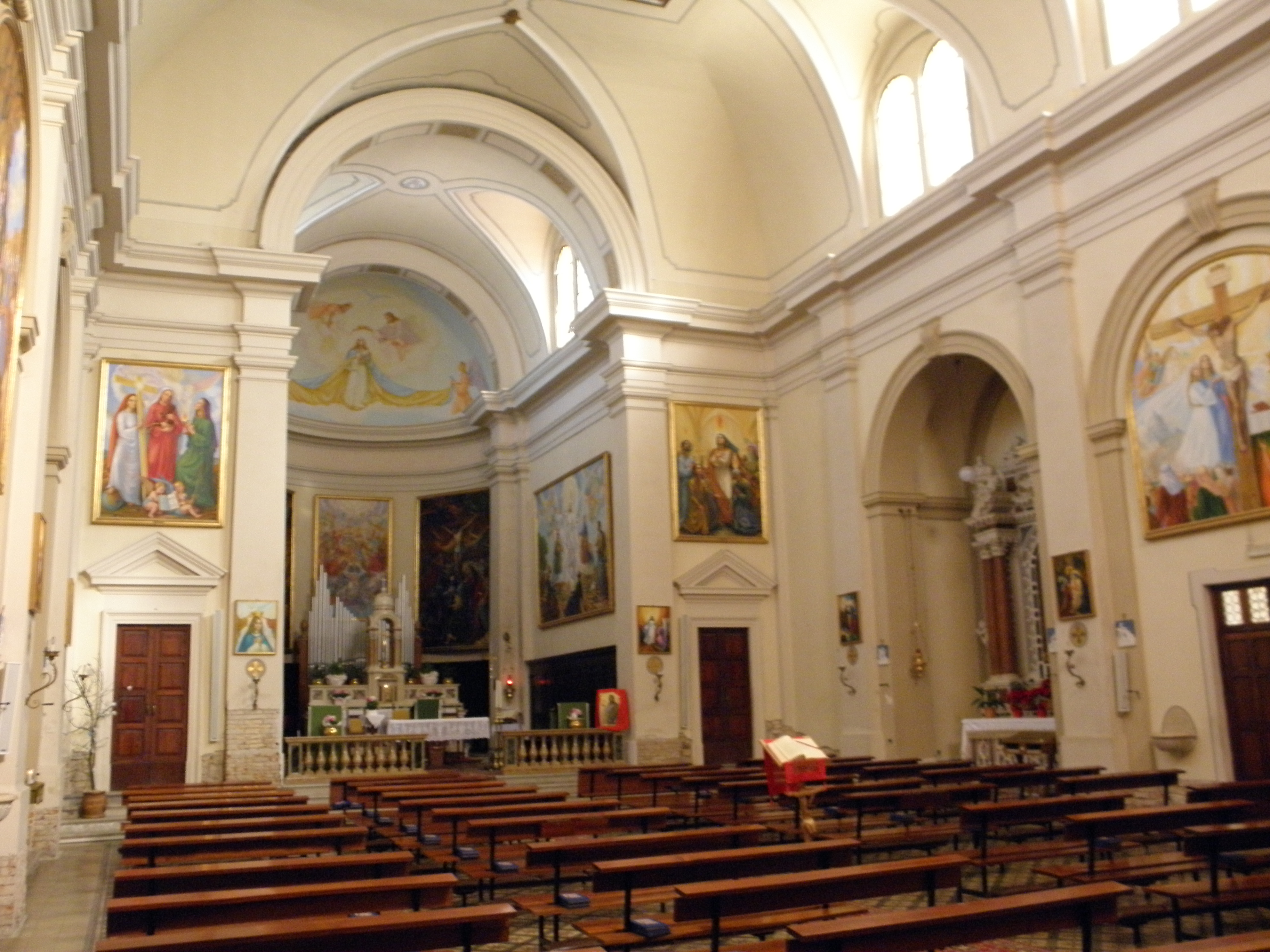
L'interno